# 維伯爾豪森巴赫河

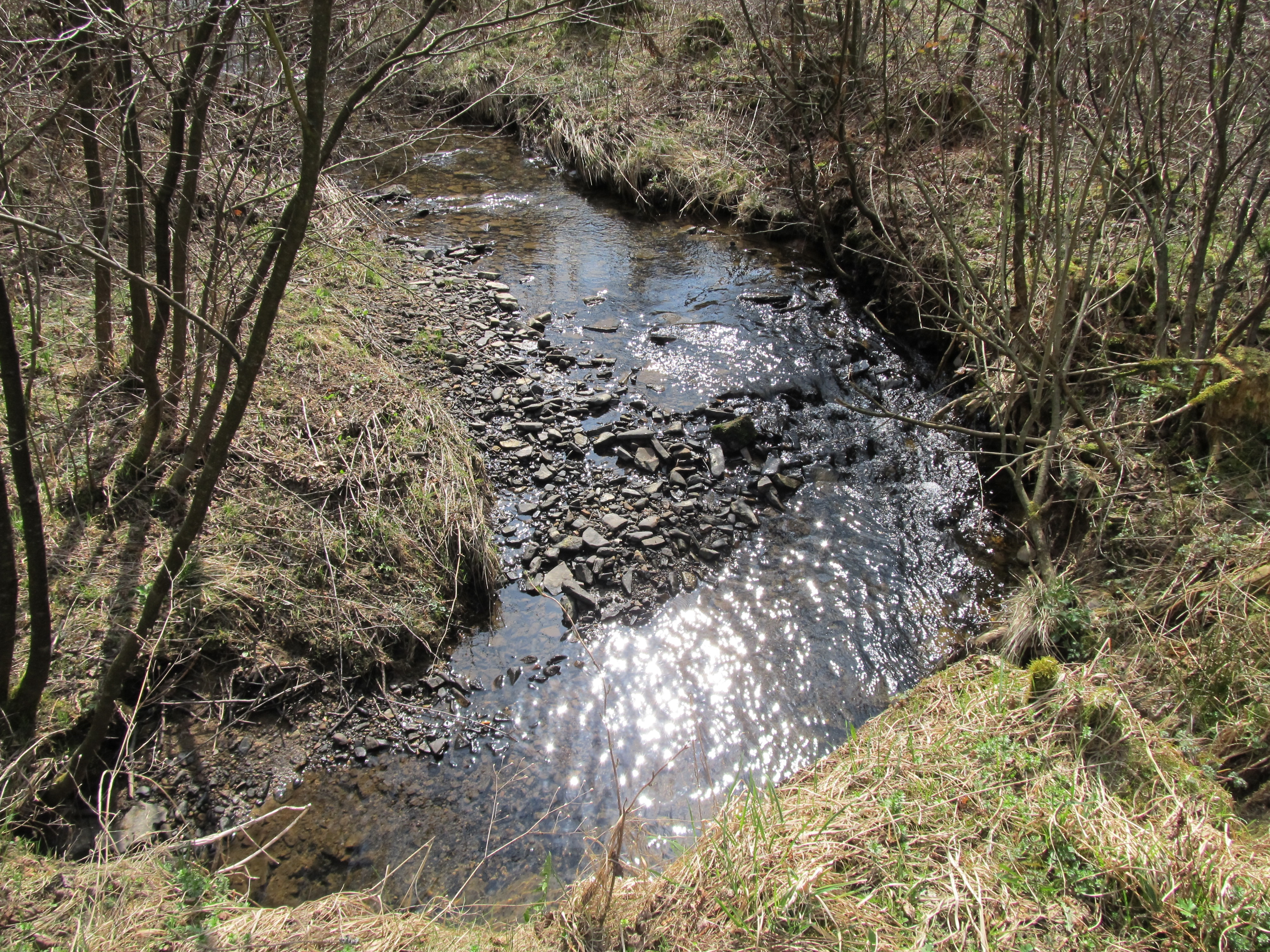

50°47′30.3″N 8°6′18″E / 50.791750°N 8.10500°E
維伯爾豪森巴赫河（德語：Wiebelhäuser Bach），是德國的河流，位於該國西部，處於北萊茵-威斯特法倫州，屬於維爾德巴赫河的支流，河道全長3.9公里，流域面積6.5平方公里。